# Lijst van betaaldvoetbalclubs in Engeland
Dit is een overzicht van alle voetbalclubs die in het heden of het verleden hebben deelgenomen aan het betaalde voetbal in Engeland.
Zie ook:
- Premier League
- Engels voetbalelftal

## A
- Aberdare Athletic
- Accrington Stanley
- Aldershot
- Aldershot Town
- Arsenal
- Aston Villa

## B
- Barnet
- Barnsley
- Barrow
- Birmingham City
- Blackburn Rovers
- Blackpool
- Bolton Wanderers
- Bootle FC
- Boston United
- Bournemouth
- Bradford (Park Avenue)
- Bradford City
- Brentford
- Brighton & Hove Albion
- Bristol City
- Bristol Rovers
- Bromley
- Burnley
- Burton Albion
- Bury

## C
- Cambridge United
- Cardiff City
- Carlisle United
- Charlton Athletic
- Chelsea
- Cheltenham Town
- Chester City
- Chesterfield
- Colchester United
- Coventry City
- Crawley Town
- Crewe Alexandra
- Crystal Palace

## D
- Dagenham & Redbridge
- Darlington
- Derby County
- Doncaster Rovers

## E
- Everton
- Exeter City

## F
- Fleetwood Town
- Forest Green Rovers
- Fulham

## G
- Gillingham
- Grimsby Town

## H
- Halifax Town
- Harrogate Town
- Hartlepool United
- Hereford United
- Huddersfield Town
- Hull City

## I
- Ipswich Town

## K
- Kidderminster Harriers

## L
- Leeds United
- Leicester City
- Leyton Orient
- Lincoln City
- Liverpool
- Loughborough FC
- Luton Town

## M
- Macclesfield Town
- Manchester City
- Manchester United
- Mansfield Town
- Middlesbrough
- Millwall
- Milton Keynes Dons
- Morecambe

## N
- Newcastle United
- Newport County
- Northampton Town
- Norwich City
- Nottingham Forest
- Notts County

## O
- Oldham Athletic
- Oxford United

## P
- Peterborough United
- Plymouth Argyle
- Port Vale
- Portsmouth
- Preston North End

## Q
- Queens Park Rangers

## R
- Reading
- Rochdale
- Rotherham United
- Rushden & Diamonds

## S
- Salford City
- Scarborough
- Scunthorpe United
- Sheffield United
- Sheffield Wednesday
- Shrewsbury Town
- Southampton
- Southend United
- Stevenage (tot juni 2010 Stevenage Borough)
- Stockport County
- Stoke City
- Sunderland
- Sutton United
- Swansea City
- Swindon Town

## T
- Torquay United
- Tottenham Hotspur
- Tranmere Rovers

## W
- Walsall
- Watford
- West Bromwich Albion
- West Ham United
- Wigan Athletic
- AFC Wimbledon
- Wimbledon FC
- Wolverhampton Wanderers
- Workington
- Wrexham
- Wycombe Wanderers

## Y
- Yeovil Town
- York City

## Z
Argentinië · 
België · 
Brazilië · 
Duitsland · 
Engeland · 
Frankrijk · 
India · 
Italië ·
Kroatië ·  
Nederland · 
Oostenrijk · 
Portugal · 
Schotland · 
Spanje · 
Turkije